# Aranama
Aranama (Aname, Arrenamus, Auranean, Hazaname, Jaraname, Xaraname).- pleme Američkih Indijanaca porodice Coahuiltecan s donjeg toka Guadalupe i San Antonia, kod obale Meksičkig zaljeva. Većina podataka koji su poznati potječu iz zapisa starih španjolskih misija na kojima su ovi Indijanci svojevremeno i obitavali. 
Misija Espíritu Santo de Zuñiga na donjoj Guadalupi utemeljena je (1722.) za Araname i Tamique. 1749. misija je preseljena kod današnjeg Goliada, za njom su pošli mnogi Araname. U više navrata tijekom kasnog 18. stoljeća Araname napuštaju misiju i odlaze na sjever među druge grupe, točnije Tawakonima, plemenu iz grupe Caddoan. Svaki puta nakon napuštanja misije Španjolci su ih nagovarali da se vrate. Nekoliko ih je ostalo i na misijama San Antonio de Valero u San Antoniju i Nuestra Señora del Refugio kod sadašnjeg Refugia. Tijekom kasnog osamnaestog stoljeća i u ranom devetnaestom stoljeću populacija Aranama se počela topiti, konačno su 1843. nestali. Morse koji ih je 1822. locirao na rijeci San Antonio izvještava da ih ima 125. Posljednji Araname vjerojatno su apsorbirani od Španjolaca naseljenih uz obalne misije.
Možda se neka plemena iz priča Álvar Núñez Cabeza de Vaca (Muruame) i La Saleove ekspedicija (Anachorema, Erigoana, Quara) mogu dovesti u vezu s kasnijim Aranamama, no to je samo mogućnost.
Prema nekim ranim piscima Araname su u predmisijskom razdoblju bili agrikulturan narod. 

## Vanjske poveznice
- https://www.webcitation.org/query?id=1256566713354183&url=www.geocities.com/the_tarins@sbcglobal.net/adp/archives/newsarch/labahiam.html
- https://web.archive.org/web/20061016023219/http://www.tamu.edu/ccbn/dewitt/Spain.htm